# Melanthia clathrata
Melanthia clathrata är en fjärilsart som beskrevs av W. Warren 1901. Melanthia clathrata ingår i släktet Melanthia och familjen mätare. Inga underarter finns listade i Catalogue of Life.